# 四五天安門事件
四五天安門事件（しごてんあんもんじけん、英: the (first) Tiananmen (Square) Incident in 1976、中: 四五运动）とは、1976年4月5日に中華人民共和国の北京市にある天安門広場において、同年1月8日に死去した周恩来国務院総理（首相）追悼の為に捧げられた花輪が北京市当局に撤去されたことに激昂した民衆がデモ隊工人と衝突、政府により暴力的に鎮圧された事件、あるいは、この鎮圧に先立ってなされた学生や知識人らの民主化を求めるデモ活動を包括していう。1989年6月4日に起きた六四天安門事件（第二次天安門事件）と区別するため、第一次天安門事件ともいう。

## 事件の背景
1971年の林彪失脚以降、中国共産党主席毛沢東は文化大革命の行き過ぎを是正すべく、追放された鄧小平を党中央部に呼び戻して周恩来と協力して国力の復興を任せたが、江青ら文革の強硬派「四人組」と鄧小平、周恩来との対立が起こり、政治情勢は依然として不安定であった。
毛沢東は建国以来、周恩来を実務能力のある部下として重用していたが、周の慎重な態度や文化大革命への消極的な姿勢に、毛自身の懐疑的な性格もあって、次第に疑いの目を向けるようになった。
林彪亡き後、党をまとめ切る人材が不足し、毛はやむを得ず周を序列第二位に据えていた。その期待に応えるかのように、周は、林彪事件後の混乱を収め、1972年のニクソン大統領の中国訪問では世界の注目を浴び「周恩来外交」として国際的評価が日増しに高まっていった。だが、これらはかえって毛の嫉妬と疑惑を招くことになる。1973年7月、毛は王洪文相手の談話で、「（周）総理の談話は見るに堪えぬ。この調子を続けるならば、将来必ず修正主義が出るだろう。」と述べ、事ある度に批判を強めて行った。元来、生真面目な周はひたすら忠誠ある態度を取り続け、時には自己批判をして切りぬけたが、毛はますます周への不信感を強め、対抗する四人組を用いて牽制したり、同じ実務的な官僚の鄧小平を復権させて周の代わりに据えようとするなど、対立は深まっていった。
一方、中国国民は、打ち続く文化大革命の混乱に嫌気が差し、文化大革命に一定の距離を置いていた周恩来を尊敬していた。周を孔子になぞらえて批判し失脚をはかった四人組による「批林批孔運動」が国民の支持を集めなかったのも、そこに原因があった。人々は周と鄧小平を事態を収拾してくれる人物として歓迎し四人組に反感を持っていた。
1974年9月30日の建国25周年記念式典では周恩来は、文革で失脚した人々を特別に呼び寄せ来場者から絶賛された。このことは毛にとって格好の攻撃材料となるはずであったが、用心深い周は、乾杯の際にあらかじめ毛沢東を賛美する言葉を述べて非難の矛先をかわした。これには流石の毛も、「周のことをあきらめてないが今は時期が悪い。自覚の薄い国民は周の事を知らぬ。今やると混乱を招く」と述べて攻撃を止めざるを得なかった。「周に反すれば民は反す。」といわれるほど、周への人気は高かったのである。
ゆえに1976年1月の周恩来の死は国内に大きな悲しみをひきおこし、周を評価し四人組を攻撃する壁新聞（大字報）が出回り始めるなど文革全盛期にはあり得なかった事態が起こっていた。江青たちはこうした空気に危機感を募らせていた。

## 経緯
文革の失敗を気に病んでいた毛は、民衆の周への敬慕が自身への非難に繋がっていると思い込み、「なぜ私が彼の葬儀に出なければならない？私には参加しない権利がある。誰が彼に偉大なマルキストという言葉を贈ったのだ！私はこのマルキストと十回以上も闘争したのだぞ。無理にとは言わないが他の政治局員は出席せよ。」と述べ、他の政治局員は葬儀への参列を中止する羽目になった。そして、文革犠牲者の名誉回復を恐れた毛は、事態収拾のため、江青一派への接近を図るために、華国鋒に江青一派との連携を命じたり、鄧小平に距離を置き始めたりするようになり、江青・張春橋ら四人組に反撃の機会を与えることとなった。
1976年2月、姚文元は周への攻撃記事を発表、3月、上海発行の『文匯報』誌上では周への追悼記事が削除され、代わりに「党内の走資派は打ち倒されても今もなお後悔しない走資派を助ける」という、名指しこそしないものの周と鄧小平の批判記事を掲載、同時に清華大学生が周を「最大の走資派」と攻撃、抗議の声が上がると四人組は記事の内容を高く評価して反感を招くなど、事態が急変していった。
1976年3月に南京で発生した周の追悼集会と四人組批判の運動が、四人組の必死の隠蔽や妨害を越えて北京に飛び火したのが発端となった。南京から北京行きの列車の車体には人民の決起を呼びかけるスローガンが書かれ、北京市民を勇気づけた。こうして3月末に天安門広場では追悼集会が自然発生の形で起こった。参加する市民の数は日を追って増え無数の花輪・幟・追悼と四人組批判の詩文などが人民英雄紀念碑に捧げられた。
特に4月4日は清明節であった。この日は中国では古来から「死者を弔う」日で、200万人近くの群衆が集まった。人々は花輪や詩を捧げるだけでなく、四人組を批判する演説や「インターナショナル」を歌うなど気勢を上げた。数日前から四人組の指示を受けた公安部による取り締まりが、花輪の撤去や街宣車による警告、説得や拘禁などの形で始まっていたが、かえって逆効果となる。ついには取締りに当たる警官や兵士までもが人々の熱気に感化されて職場を放棄する事態に発展した。
追い詰められた四人組は党中央を動かし、これを反革命行為ときめつけ実力行使に出る。翌5日午後9時35分ごろ、広場を包囲した民兵・警官隊が群衆を襲撃した。当局は「この騒動で388人を逮捕し、死者はゼロ」と発表したが、実際の犠牲者や逮捕者は不明である。当時北京市委第一書記で鎮圧の責任者であった呉徳は、死後出版された口述回想録『十年風雨紀事』（当代中国出版社　2008）で鎮圧過程を詳細に述べるとともに、「暴力の発生は免れなかったが、私は責任を持って言うことができるが、死者は出なかった」と述べているが、広場は踝の深さまで血の池になったとされる。

## 影響
事件発生後、四人組のひとり姚文元は『人民日報』に「反革命政治事件」として民衆の反乱とごまかして報道したが、かえって国民の怒りを買い、4月12日には人民日報本社に、「ある現場労働者民兵」の名で、編集長を「ゲッベルス」と揶揄し「驚愕すべきことだ！党の機関紙は堕落した！ファシズムのメガホンになり下がった」と書いた抗議文が送りつけられてきた。一方、四人組の江青は事件の報告を受けたのち興奮して、ピーナツと焼き豚とで祝杯をあげ、「私はいつでも棍棒で、反対する奴らをぶちのめしてやるわ。」と高言し周囲の顰蹙を買った。
事件後、鄧小平が責任を問われ全ての党職務を解かれ失脚。四人組が事実を曲げて毛沢東に報告したために、毛沢東は本当に反革命が起こったと勘違いし、その後の弾圧に結びついた。だが、四人組を批判する北京の人々の動きは中国全土に広がり、毛がこの年9月に死去したこともあって四人組は失脚することとなる。

## 関連文献
- 厳家祺、高皋『文化大革命十年史』 上・下、辻康吾 訳、岩波書店、1996年12月20日。ISBN 4-00-002866-9 ISBN 4-00-002867-7。
- 中嶋嶺雄『北京烈烈』 上（激動する中国）・下（転換する中国）、筑摩書房、1981年8月10日。ISBN 4-480-85162-3 ISBN 4-480-85163-1。
  - 中嶋嶺雄『北京烈烈　文化大革命とは何であったか』講談社〈講談社学術文庫1547〉、2002年5月10日。ISBN 4-06-159547-4。
- 中嶋嶺雄『中国の悲劇』講談社、1989年8月。ISBN 4-06-204578-8。 - 「四-五月革命」関係日誌・現代中国略年表: 285-301頁。
- 中嶋嶺雄『中国革命とは何であったのか』筑摩書房、1990年7月17日。ISBN 4-480-85548-3。